# Platysoma planiceps
Platysoma planiceps är en skalbaggsart som beskrevs av Macleay 1871. Platysoma planiceps ingår i släktet Platysoma och familjen stumpbaggar. Inga underarter finns listade i Catalogue of Life.